# دونات ملتوية
الدونات الملتوية (بالإنجليزية: Twisted doughnut)‏ وهناك من يطلق عليه الكعك المتلوي أو الكعك الكوري الملتوي. هو مُعجنات الخميرة أو أعواد المعجنات (تُسمى بالخطأ: كعك الخميرة) المصنوعة من دقيق القمح أو دقيق الأرز الدبق، المقلي بالزيت. في الصين، تُعرف باسم ماهوا، تُعرف في كوريا باسم كاكوابايجي، في الفلبين، تُعرف باسم شاكوي وبيليبيت.

## معرض الصور

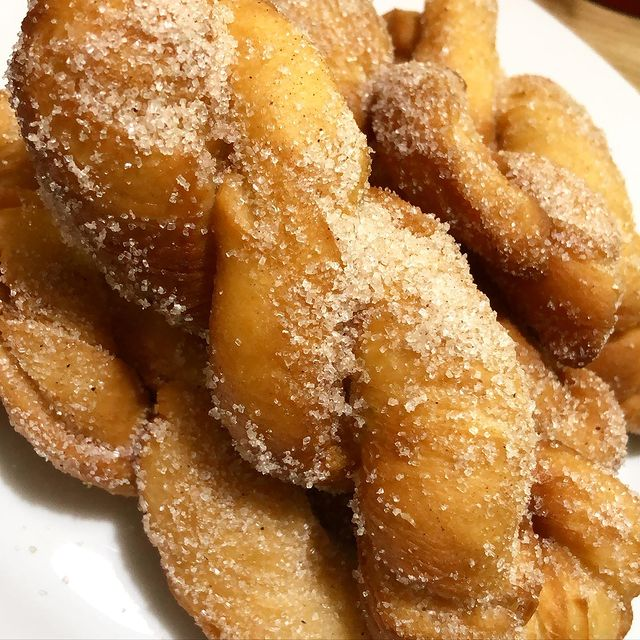
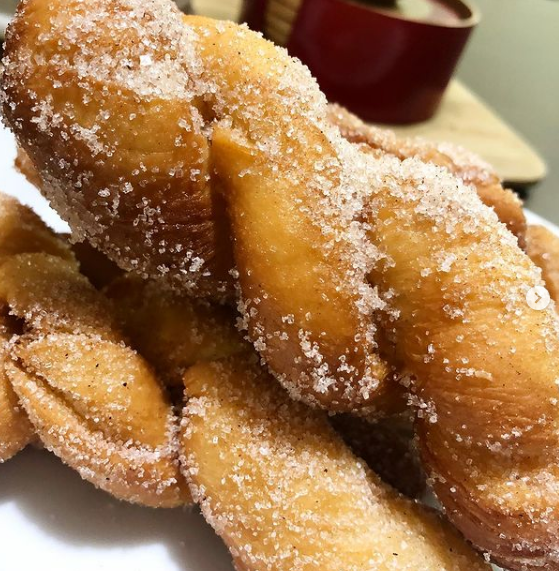
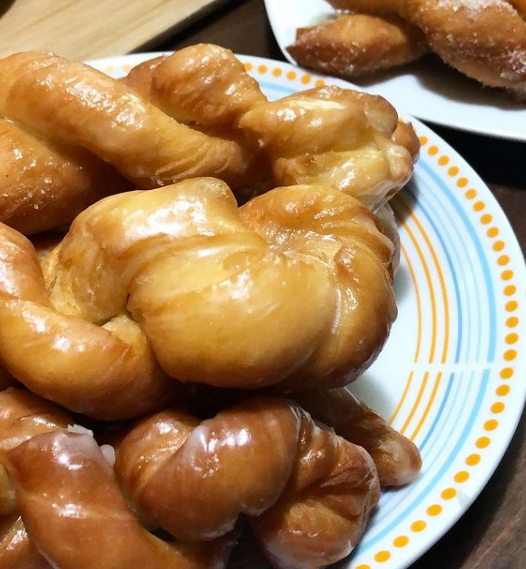

## قراءات إضافية
Moore، F. (1866). Anecdotes, Poetry, and Incidents of the War: North and South. 1860-1865. Frank Moore. ص. 73. مؤرشف من الأصل في 2022-12-07. اطلع عليه بتاريخ 2017-08-20.